# Fosca Innocenti
Fosca Innocenti est une sèrie italienne, sur 2 saisons, diffusée depuis le 11 février 2022 sur la chaîne italienne Canale 5.

## Situation de l'action et lieux de tournage
Fosca Innocenti, commissaire adjointe de la police d'Arezzo, travaille dans un commissariat composé presque exclusivement de femmes expertes en enquêtes. La femme est secrètement amoureuse de Cosimo, son meilleur ami.

## Distribution
- Vanessa Incontrada : Fosca Innocenti
- Francesco Arca : Cosimo
- Desirée Noferini (it) : Giulia De Falco
- Cecilia Dazzi : Rosa Lulli
- Giorgia Trasselli (it) : Bice
- Francesco Leone : Pino Ricci
- Claudio Bigagli : docteur Fontana
- Irene Ferri (it) : Giuliana Perego
- Maria Malandrucco : Susy
- Sergio Múñiz (it) : José Rodríguez
- Giovanni Scifoni (it) : Lapo Fineschi
- Caterina Signorini : Rita Fiorucci
- Maria Chiara Centorami : Greta
- Giulio Pampiglione (it) : père Paolo
- Sargis Galstyan : Traducteur